# Aleksandr Bolosjev
Aleksandr Aleksandrovitj Bolosjev (ryska: Александр Александрович Болошев), född 12 mars 1947 i Elektrogorsk, dåvarande Sovjetunionen, död 16 juli 2010 i Volgograd, Ryssland, var en sovjetisk basketspelare som tog OS-guld 1972 i München. Han började spela basket för Dynamo Volgograd 1966 och spelade för Dynamo Moskva mellan 1969 och 1980.